# Teatro Ernesto Rossi
Il Teatro "Ernesto Rossi" è uno spazio teatrale dedicato ad Ernesto Rossi che si affaccia su piazza Carrara a Pisa.

## Storia

### Periodo di attività
Fu costruito nel 1770, in sostituzione dell'antico e angusto teatro della piazzetta di Banchi, che fu attivo fin dalla metà del Seicento. Nel 1798 passò di proprietà all'Accademia dei Costanti; proprio a questo periodo risale il progetto di rifacimento redatto da Alessandro Gherardesca e Antonio Niccolini. Il disegno non fu realizzato e quindi, nel 1822, passò alla costituita Accademia dei Ravvivati, per essere infine intitolato nel 1878 al grande attore livornese e commediografo Ernesto Rossi.

### Declino
Dopo un tentativo di demolizione all'inizio degli anni Trenta del Novecento, sventato dalla notifica di interesse storico-artistico della Soprintendenza all'Arte Medievale e Moderna di Pisa, fu venduto per fallimento alla Cassa di Risparmio di Pisa nel 1940, per poi essere alienato alla locale federazione del Fascismo nel 1942, e quindi diventare proprietà demaniale nel 1944; infine venne dato in affitto al Comune di Pisa.
È stato un glorioso e rinomato palcoscenico, sia per la prosa che per la lirica e il ballo; ha ospitato importanti compagnie teatrali, tra cui quelle di: Gustavo Modena, Ernesto Rossi, Adelaide Ristori, Ermete Zacconi, Tommaso Salvini e Flavio Andò. Nella Lirica sono state numerose le rappresentazioni, specie nei primi anni del XX secolo e fino agli anni cinquanta.

### Secondo dopoguerra e chiusura
Nel settembre del 1966 fu chiuso per inagibilità, e la platea divenne un deposito per biciclette e motorini sequestrati.
Nel corso degli anni Settanta ebbe luogo un tentativo di smembramento del Teatro, voluto dalla Cassa di Risparmio intenzionata ad acquistare una parte dello stabile da riadattare a uffici e mense, poi scongiurato con la decisione dell'amministrazione di procedere a un restauro esclusivamente conservativo nel 1978.
Nel corso degli anni 2000 sono stati rappresentati alcuni spettacoli di prosa, con Andrea Buscemi, ed altri interpreti e trasmissioni televisive speciali dal teatro ormai scevro di telone e travi. Sono ancora visibili i palchi e parte del soffitto, nonché alcune parti del palcoscenico.
Dopo decenni di tentativi di restauro, il Teatro è stato al centro di una polemica sulla gestione del patrimonio culturale pisano, essendo stato integrato nel controverso progetto, mai realizzato, degli "Uffizi Pisani".

### Occupazione (2012-2021)
Il 27 settembre 2012 è stato riaperto con l'occupazione dello stabile portata da un gruppo di cittadini composto da studenti, artisti, precari della ricerca e dell'editoria e operatori dello spettacolo. L'occupazione dello stabile è stata terminata il 20 gennaio 2021.

## Prime rappresentazioni di opere liriche
| data della rappresentazione | titolo                                                                                            | autore                        | librettista                                              | esecutori |
| --------------------------- | ------------------------------------------------------------------------------------------------- | ----------------------------- | -------------------------------------------------------- | --- |
| 18 dicembre 1814            | "L'escavazione del tesoro", farsa per musica in 1 atto                                            | Giovanni Pacini               | Francesco Marconi                                        | |
| 6 febbraio 1836             | "Ildegonda" o "Ildegonde", opera in 3 atti                                                        | Davide Bini                   | Giuseppe Sapio                                           | Rita Gabussi De Bassini (Ildegonda, soprano) |
| 23 gennaio 1838             | "Iginia d'Asti", tragedia lirica in 3 atti                                                        | Luigi Ferdinando Casamorata   | Ugo Masini (da Silvio Pellico)                           | Felicita Forconi ("Iginia", soprano), Achille Balestracci ("Giulio", tenore) e Vincenzo Winter ("Giano", baritono)                                                                                           |
| 26 dicembre 1840            | "Don Desiderio ossia Il disperato per eccesso di buon cuore", dramma giocoso per musica in 2 atti | Principe Giuseppe Poniatowski | Cassiano Zaccagnini (da Giraud: "L'obligeant maladroit") | Adelaide Perelli ("Angiolina", soprano), Angelina Rossi ("Placida", mezzosoprano), Pietro Giacomoni ("Riccardo", tenore), Carlo Cambiaggio ("Don Desiderio", basso), e Napoleone Rossi ("Don Curzio", basso) |